# Benelli S50
Il Benelli S50 è uno scooter prodotto dalla casa motociclistica italiana Benelli dal 1981 al 1992.
È stato sostituito nel 1992 dal Benelli Scooty.

## Storia
Presentato al Motor Show nel dicembre del 1980 il Benelli S50 è stato il primo scooter con carrozzeria in materiali compositi del marchio pesarese. Venne progettato quando la Benelli insieme alla Moto Guzzi erano sotto la gestione di Alejandro de Tomaso.
Esteticamente l’S50 era estremamente simile al Yamaha Passola, scooter prodotto dal 1977 per il mercato giapponese. Poiché all’epoca De Tomaso si ispirava notevolmente alla produzione giapponese, e proprio seguendo il “modello Honda” nacquero le motociclette Benelli e Moto Guzzi della famiglia Quattro, il piccolo S50 seguiva esattamente lo stesso schema meccanico del Yamaha Passola ovvero; ruote piccole, cambio automatico a tre marce e carrozzeria in plastica abbinata ad un piccolo motore cinquantino.
Entrò in produzione nel gennaio del 1981 presso lo storico stabilimento Benelli di Pesaro, al prezzo base di 600 mila lire. Era disponibile in tre versioni: la base denominata Standard, l'intermedia Lusso e quella di punta Extralusso. L’unico concorrente dell’S50, se si escludono i ciclomotori, era la Vespa 50 ma molto più costosa e con cambio manuale. Venne commercializzato in molti paesi europei riscuotendo un discreto successo; nei Paesi Bassi venne venduto come Benelli Bella 25 mentre in Spagna venne venduto come Torrot S50 importato dalla casa motociclistica spagnola Torrot.
Dallo stesso telaio la Benelli produsse il più grande S125 con motore da 125 cm³ dal 1984.
L’S50 uscì di produzione nel 1992 sostituito dal Benelli Scooty.

## Meccanica
Il motore era un cinquantino da 49,6 cm³ effettivi a due tempi da 1,5 CV, era alimentato a miscela a 1% e aveva il cilindro in alluminio con riporto galvanico di silicio, l'alimentazione controllata da valvola a vibrazione con immissione diretta nel carter motore, la frizione centrifuga automatica a bagno d'olio ed un impianto silenziatore particolare, brevettato. Le ruote sono da 10”. Il serbatoio ha una capacità di 3,5 litri compreso 1 litro di riserva. La velocità massima da codice era limitata a 40 km/h.
Il telaio è costruito in tubo di acciaio a doppio trave con carrozzeria stampata in tecnopolimeri plastici infrangibili. Le sospensioni sono del tipo a forcella telescopica anteriormente, mentre al retrotreno tutto il motore oscilla impegnato su un ammortizzatore idrotelescopico.
Una caratteristica dell’S50 sono gli attacchi per il montaggio del parabrezza protettivo e a richiesta due tipi di portapacchi da fissare dietro alla sella e davanti allo scudo anteriore.
Compatto e leggero, il peso in ordine di marcia è di 49 chilogrammi, il consumo omologato (norme Cuna) di 64 km con un litro.
Una versione con motore dalla cilindrata maggiorata a 80 cm³ era stata studiata soprattutto per i mercati esteri ma non entrò in produzione.